# 1585
Évszázadok: 15. század – 16. század – 17. század
Évtizedek: 1530-as évek – 1540-es évek – 1550-es évek – 1560-as évek – 1570-es évek – 1580-as évek – 1590-es évek – 1600-as évek – 1610-es évek – 1620-as évek – 1630-as évek
Évek: 1580 – 1581 – 1582 – 1583 –  1584 – 1585 – 1586 – 1587 – 1588 – 1589 – 1590

## Események
- április 24. – V. Sixtus pápa megválasztása.[1]

## Születések
- január 23. – Ward Mária, a Boldogságos Szűz Mária Intézete (Institutum Beatae Mariae Virginis) rendalapítója († 1645)
- július 26. – Esterházy Dániel magyar főnemes, nádorjelölt († 1654)
- október 8. – Heinrich Schütz német zeneszerző († 1672)
- szeptember 9. – Richelieu bíboros (Armand Jean du Plessis de Richelieu) francia államférfi († 1642)

## Halálozások
- április 10. – XIII. Gergely pápa (* 1502)[1]
- november 23. – Thomas Tallis angol zeneszerző (* 1505)